# Astragalus kaufmannii
Astragalus kaufmannii es una especie de planta del género Astragalus, de la familia de las leguminosas, orden Fabales.

## Distribución
Astragalus kaufmannii se distribuye por Siberia, Kazajistán y Mongolia.

## Taxonomía
Fue descrita científicamente por Krylov. Fue publicada en Sist. Zametki Mater. Gerb. Krylova Tomsk. Gosud. Univ. Kuybysheva 3: 2 (1932).